# Hans Alma
Hendrikjen Antonia (Hans) Alma (Nijmegen, 28 mei 1962) is een Nederlands psycholoog, hoogleraar psychologie en zingeving aan de Universiteit voor Humanistiek (UvH) te Utrecht en voormalig rector magnificus aldaar. 

## Loopbaan
Alma studeerde andragologie in Leiden en psychologie in Nijmegen. In 1998 promoveerde ze aan de Faculteit der Godgeleerdheid van de Vrije Universiteit in Amsterdam.
Ze heeft gewerkt als universitair docente godsdienstpsychologie aan de Vrije Universiteit te Amsterdam, de Universiteit Utrecht en de Universiteit Leiden. Sinds 2003 is zij als hoogleraar Psychologie en zingeving verbonden aan de Universiteit voor Humanistiek te Utrecht.
Haar inaugurele rede De parabel van de blinden: psychologie en het verlangen naar zin ging over psychologie en zingeving. Haar aandachtsgebieden zijn: het belang van creativiteit en verbeelding voor identiteitsontwikkeling en zingeving, en de relevantie van kunst voor het omgaan met levens- en zinvragen.Ze laat zien dat mensen geborgenheid in het vertrouwde zoeken, maar ook nieuwsgierig zijn naar het onbekende. Zij willen zich in hun zelfstandigheid en eigenheid doen gelden, maar verlangen ook naar erkenning door anderen. Daarom worden zingevingsprocessen ook gekenmerkt door fundamentele spanningen in het menselijk bestaan.
Van 1 juli 2007 tot 1 juli 2012 was Alma rector magnificus van de Universiteit voor Humanistiek, en daarmee de eerste vrouwelijke rector van Nederland.
Hans Alma is bestuurslid van de Stichting Socrates en lid van de Raad van Advies van het Katholiek Studiecentrum voor Geestelijke Volksgezondheid. Verder is professor Alma redactielid van de Humanistics University Press, bestuurslid van de International Association for the Psychology of Religion, jurylid van de J.P. van Praag-prijs van het Humanistisch Verbond, en jurylid van de Leo Polak Scriptieprijs van de Stichting Leo Polak.

## Publicaties (selectie)
- Alma, H.A., & Zock, T.H. (2001). The mercy of anxiety: A relational-psychoanalytic study of Dialogues des Carmélites, Mental Health, Religion & Culture, vol. 4 (2002), nr. 2, p.175-192.
- Alma, H.A. (2002). Grensverleggende exploratie: Een (godsdienst)psychologische verkenning van verbeelding, Nederlands Theologisch Tijdschrift, 56 (2002), p.115-129.
- Alma, H., Pieper, J. & Uden, M. van (2003). 'When I find myself in times of trouble...': Pargament's religious coping scales in the Netherlands, in N.G. Holm (ed.), Archive for the Psychology of Religion, vol.24, Göttingen: Vandenhoeck & Ruprecht, 2003, p. 64-74, ISBN 3-525-62372-0.
- Alma, H.A. (2003). Troost bieden aan bedroefde harten: Ontferming in leven en werk van Vincent van Gogh. In A. Lanser, J. van Nijen, C. Stark & S. Stoppels (Red.), De kunst van ontfermen (pp.304-324). Kampen: Kok.
- Alma, H.A. (2004). Religieuze mogelijkheden van de Zelfkonfrontatie Methode en de theorie over het dialogische zelf: Evaluatie van de toepassingen vanuit godsdienstpsychologisch perspectief, Praktische theologie,31 (1), 101-110.
- Alma, H. (2004). Humanisme en islam: Nasr Abû Zayds heroriëntatie op de Koran, Theologisch Debat, 1 (3).
- Alma, H.A. (2005). Humanisme en christendom als bronnen van zin. In J. Duyndam, M. Poorthuis & T. de Wit (Red.), Humanisme en religie: Controverses, bruggen, perspectieven (pp.339-354). Delft: Eburon.
- Alma, H.A. (2005). 'De parabel van de blinden': Psychologie en het verlangen naar zin. Amsterdam: Humanistics University Press.
- Alma, H., Uden M. van, & Pieper, J. (2005). 'Bridge over troubled water': Further results regarding the religious coping scale. In J. Pieper & M. van Uden, Religion and coping in mental health care (pp.129-143). Amsterdam: Rodopi
- Alma, H., Uden, R. van, & Pieper, J. (2005). Bridge over troubled water: Resultaten van onderzoek naar receptiviteit. Tijdschrift voor Psychologie en Gezondheid, 33, 169-180.
- Alma, H.A. (2005). Transcendentie en transcendentieverlies in onze samenleving. Kernvraag 133 - Geestelijke verzorging en Cultuur, Over Transcendentie.
- Alma, H.A. (2005). By virtue of inner necessity. Religious art in the context of modernism and postmodernism. In W. van den Bercken & J. Sutton (Eds.), Aesthetics as a religious factor in Eastern and Western Christianity. Leuven: Peeters.
- Alma, H.A. (2006). Onzekerheid als existentieel en sociaal-historisch fenomeen. Geron, 8 (3), 4-6. ISSN 1389143X.
- Alma, H.A. & Smaling, A. (2006). The meaning of empathy and imagination in health care and health studies. International Journal of Qualitative Studies on Health and Well-being, 1 (4), 195-211. ISSN 1748-2623
- Alma, H.A. (2007), Verbeeldingskracht en transcendentie. De spirituele kracht van kunst. In I. Brouwer, I. van Emmerik, H. Alma, M. van Paassen & A. Scholten (Red.). De stille kracht van transcendentie: Wijsheid in beelden, verhalen en symbolen (pp.41-51). Amsterdam: Humanistics University Press.
- Alma H.A. & Duyndam J. (2008), Deugden van de humanistiek: kwaliteiten en valkuilen van wetenschap met een menselijk gezicht. Amsterdam : Humanistics University Press.